# Mihhail Stalnuhhin
Mihhail Stalnuhhin (ros. Михаил Анатольевич Стальнухин, trb. Michaił Anatoljewicz Stalnuchin; ur. 15 września 1961 w Tartu) – estoński filolog, samorządowiec i polityk rosyjskiego pochodzenia, przewodniczący rady miejskiej Narwy, poseł do Riigikogu.

## Życiorys
Ukończył szkołę średnią w Tallinnie oraz filologię estońską na Uniwersytecie Pedagogicznym w Tallinnie. Pracował jako metodyk w Centrum Językowym w Narwie (1989–1999). Działacz lokalnej izby przemysłowo-handlowej oraz organizacji „Veredoonorlus kõigile”. Jest autorem publikacji z dziedziny filologii, a także artykułów prasowych.
W 1996 przystąpił do Estońskiej Partii Centrum. W wyborach w 1999 po raz pierwszy uzyskał mandat posła do Riigikogu, reelekcję uzyskiwał w latach 2003, 2007, 2011, 2015 i 2019. Od 2002 do 2011 sprawował funkcję przewodniczącego rady miejskiej w Narwie. W 2022 został wykluczony z partii.
Żonaty, ma dwóch synów.